# Frank Sundström
Frank Sundström (16 de enero de 1912 – 8 de noviembre de 1993) fue un actor teatral, cinematográfico y televisivo de nacionalidad sueca.

## Biografía
Nacido en Estocolmo, Suecia, su nombre completo era August Francis Sundström. Sundström estudió en la escuela de arte dramático Dramatens elevskola entre 1931 y 1934. Fue contratado para trabajar en el extranjero desde 1945 a 1954, actuando en los Estados Unidos, París y Londres. A su vuelta a Suecia trabajó durante dos años en el Nya Teatern, en Estocolmo. Fue director del Helsingborgs stadsteater entre 1959 y 1961, y del Uppsala Stadsteater desde 1961 a 1964. También fue director en el Stockholms stadsteater desde 1965 a 1969, en sustitución de Lars-Levi Læstadius. Sundström también estuvo vinculado con el Dramaten entre los años 1969 y 1987.
Se casó cinco veces. Sus primeras cuatro esposas fueron las actrices Märta Ekström (1937 a 1947), Jacqueline Lankerstrim (1947 a 1956), Marianne Aminoff (1956 a 1966) y Axelle Axell (1966 a 1973). Finalmente, en 1973 se casó con Birgitta Enhörning (1937–2013). 
Frank Sundström falleció en Estocolmo en 1993, y fue enterrado en el Cementerio Norra begravningsplatsen de dicha ciudad.

## Teatro

### Actor
- 1932 : El inspector general, de Nikolái Gógol, escenografía de Alf Sjöberg, Teatro Dramaten
- 1933 : Fröken, de Jacques Deval, escenografía de Olof Molander, Teatro Dramaten
- 1933 : Mäster Olof, de August Strindberg, escenografía de Olof Molander, Teatro Dramaten
- 1933 : Pickwick-klubben, de František Langer a partir de Charles Dickens, escenografía de Olof Molander, Teatro Dramaten
- 1934 : De hundra dagarna, de Benito Mussolini y Giovacchino Forzano, escenografía de Rune Carlsten, Teatro Dramaten
- 1935 : Kvartetten som sprängdes, de Birger Sjöberg escenografía de Rune Carlsten, Teatro Dramaten
- 1935 : Ljuva ungdomstid, de Eugene O'Neill, escenografía de Rune Carlsten, Teatro Dramaten
- 1935 : Den gröna fracken, de Gaston Arman de Caillavet, escenografía de Rune Carlsten, Teatro Dramaten
- 1936 : Hittebarnet, de August Blanche, escenografía de Rune Carlsten, Teatro Dramaten
- 1936 : Huset vid landsvägen, de Jean Jacques Bernard, escenografía de Alf Sjöberg, Teatro Dramaten
- 1936 : Kokosnöten, de Marcel Achard, escenografía de Rune Carlsten, Teatro Dramaten
- 1936 : Fridas visor, de Birger Sjöberg, escenografía de Rune Carlsten, Teatro Dramaten
- 1937 : Skönhet, de Sigfrid Siwertz, escenografía de Alf Sjöberg, Teatro Dramaten
- 1937 : Eva gör sin barnplikt, de Kjeld Abell, escenografía de Rune Carlsten, Teatro Dramaten
- 1937 : Vår ära och vår makt, de Nordahl Grieg, escenografía de Alf Sjöberg, Teatro Dramaten
- 1937 : Höfeber, de Noël Coward, escenografía de Alf Sjöberg, Teatro Dramaten
- 1937 : En sån dag!, de Dodie Smith, escenografía de Rune Carlsten, Teatro Dramaten[3]
- 1937 : Khaki, de Paul Raynal, escenografía de Alf Sjöberg, Teatro Dramaten
- 1938 : Spel på havet, de Sigfrid Siwertz, escenografía de Alf Sjöberg, Teatro Dramaten
- 1938 : Älskling, jag ger mig…, de Mark Reed, escenografía de Olof Molander, Teatro Dramaten
- 1938 : Sex trappor upp, de Alfred Gehri, escenografía de Pauline Brunius, Teatro Dramaten
- 1939 : Mitt i Europa, de Robert E. Sherwood, escenografía de Rune Carlsten, Teatro Dramaten
- 1939 : Nederlaget, de Nordahl Grieg, escenografía de Svend Gade, Teatro Dramaten
- 1939 : Guldbröllop, de Dodie Smith, escenografía de Carlo Keil-Möller, Teatro Dramaten
- 1940 : Mucho ruido y pocas nueces, de William Shakespeare, escenografía de Alf Sjöberg, Teatro Dramaten
- 1940 : Medelålders herre, de Sigfrid Siwertz, escenografía de Rune Carlsten, Teatro Dramaten
- 1940 : Koppla av, de Moss Hart, escenografía de Carlo Keil-Möller, Teatro Dramaten
- 1940 : Den lilla hovkonserten, de Toni Impekoven y Paul Verhoeven, escenografía de Rune Carlsten, Teatro Dramaten
- 1942 : Beredskap, de Gunnar Ahlström, escenografía de Alf Sjöberg, Teatro Dramaten
- 1942 : Claudia, de Rose Franken, escenografía de Carlo Keil-Möller, Teatro Dramaten
- 1942 : Swedenhielms, de Hjalmar Bergman, escenografía de Carlo Keil-Möller, Teatro Dramaten
- 1944 : Innanför murarna, de Henri Nathansen, escenografía de Carlo Keil-Möller, Teatro Dramaten
- 1953 : Hustruleken, de Louis Verneuil, escenografía de Gösta Cederlund, Vasateatern[4]
- 1954 : Slå nollan till polisen, de Frederick Knott, escenografía de Frank Sundström, Riksteatern[5]
- 1956 : Tredje personen, de Louis Verneuil, escenografía de Mimi Pollak, Stadsteater de Malmö
- 1957 : Anne Franks dagbok, de Frances Goodrich y Albert Hackett, escenografía de Lars-Levi Læstadius, Stadsteater de Malmö
- 1957 : El misántropo, de Molière, escenografía de Ingmar Bergman, Stadsteater de Malmö[6]
- 1958 : Herr Mississippis äktenskap, de Friedrich Dürrenmatt, escenografía de Lars-Levi Læstadius, Stadsteater de Malmö
- 1959 : Min fru går igen, de Noël Coward, escenografía de Frank Sundström, Stadsteater de Malmö
- 1964 : Los arcángeles no juegan a las máquinas de petaco, de Dario Fo, escenografía de Johan Bergenstråhle, Stadsteater de Uppsala[7]
- 1965 : Episod i Vichy, de Arthur Miller, escenografía de Lars-Levi Læstadius, Stadsteater de Estocolmo
- 1966 : El resistible ascenso de Arturo Ui, de Bertolt Brecht, escenografía de Peter Palitzsch, Stadsteater de Estocolmo
- 1969 : Den jäktade, de Ludvig Holberg, escenografía de Frank Sundström, Stadsteater de Estocolmo
- 1971 : Brända tomten, de  August Strindberg, escenografía de Alf Sjöberg, Teatro Dramaten
- 1971 : Sol, vad vill du mig?, de Birger Norman, escenografía de Ingvar Kjellson, Teatro Dramaten
- 1971 : Tartufo, de Molière, escenografía de Mimi Pollak, Teatro Dramaten
- 1972 : El pato silvestre, de Henrik Ibsen, escenografía de Ingmar Bergman, Teatro Dramaten

### Director
- 1954 : Crimen perfecto, de Frederick Knott, Riksteatern
- 1957 : Panorama desde el puente, de Arthur Miller, Riksteatern[8]
- 1957 : Doña Rosita la soltera, de Federico García Lorca, Stadsteater de Malmö
- 1959 : De repente, el último verano, de Tennessee Williams, Stadsteater de Malmö
- 1959 : Någonting outsagt, de Tennessee Williams, Stadsteater de Malmö
- 1959 : Un espíritu burlón, de Noël Coward, Stadsteater de Malmö
- 1965 : Isabella, Stadsteater de Estocolmo
- 1965 : Tokiga grevinnan, Stadsteater de Estocolmo
- 1966 : Dagen lovar att bli vacker, Stadsteater de Estocolmo
- 1967 : Hamlet, de William Shakespeare, Stadsteater de Estocolmo
- 1967 : Draken, Stadsteater de Estocolmo
- 1968 : Christina, Stadsteater de Estocolmo
- 1968 : Lulu, de Frank Wedekind, Stadsteater de Estocolmo
- 1969 : Den stundesløse, de Ludvig Holberg, Stadsteater de Estocolmo
- 1970 : El misántropo, de Molière, Teatro Dramaten

## Selección de su filmografía
- 1933 : Hälsingar
- 1934 : Unga hjärtan
- 1935 : Kanske en gentleman
- 1936 : Bombi Bitt och jag
- 1936 : 33.333
- 1940 : Än en gång Gösta Ekman
- 1941 : Hem från Babylon
- 1942 : Farliga vägar
- 1942 : General von Döbeln
- 1943 : Katrina
- 1944 : Kungajakt
- 1955 : Sista ringen
- 1957 : Värmlänningarna
- 1959 : Med mord i bagaget
- 1962 : Halsduken (TV)
- 1964 : Älskande par
- 1964 : 491
- 1965 : För vänskaps skull
- 1972 : Kvartetten som sprängdes (TV)
- 1973 : Smutsiga fingrar
- 1976 : Engeln (TV)
- 1977 : Tabu
- 1977 : Soldat med brutet gevär (TV)
- 1978 : Kvinnoborgen
- 1979 : Selambs (TV)
- 1982 : Skulden (TV)
- 1985 : Smugglarkungen
- 1985 : August Strindberg ett liv (TV)